# Queensberry-Regeln
Die Queensberry-Regeln sind die Basisregeln des modernen Boxsportes.
Nachdem sie 1865 von John Douglas, 9. Marquess of Queensberry, und dem britischen Athleten John Graham Chambers entworfen und 1867 veröffentlicht worden waren, fanden sie in den 1880er Jahren bei der Weltmeisterschaft im Schwergewicht erste Anwendung. Seit 1892 wird nur noch nach ihnen geboxt.
In den Queensberry-Regeln ist unter anderem festgelegt:
1. das Tragen von Boxhandschuhen,
2. das Auszählen bis Zehn bei Niederschlägen,
3. die Rundenzeit von drei Minuten (mit einminütiger Pause)

Ihre Vorgänger waren die (Revised) London Prize Ring Rules, die 1838 wiederum die Broughton Rules abgelöst hatten.